# Oliver Bjorkstrand
Oliver Bjorkstrand (født 10. april 1995) er en dansk ishockeyspiller. Han spiller for Tampa Bay Lightning i NHL. Bjorkstrand blev udvalgt af Columbus Blue Jackets i 3. runde (89. samlet set) i NHL Entry Draft i 2013.
Bjorkstrand fik sin debut AL-Bank Ligaen med Herning Blue Fox i sæsonen Superisligaen 2011-12.
Bjorkstrand blev indkaldt til Columbus Blue Jackets' trup den 16. marts 2016, og han fik debut i NHL den efterfølgende dag. Han spillede med nummer 28 for Columbus Blue Jackets. Allerede i sin anden NHL-kamp scorede han to mål og blev valgt til kampens spiller.